# فينشينسو بيليني
فينشينسو سالفاتوري كارميلو فرانشيسكو بيلـّيني (بالإنجليزية Vincenzo Salvatore Carmelo Francesco Bellini)
(ولد في 3 نوفمير 1801 - توفي في 23 سبتمبر 1835) هو مؤلف أوبرا إيطالي من صقلية. كان بيليني المؤلف المثالي لأوبرا البل كانتو.
قد يكون من الصعب تقدير ما جعل فنسنزو بليني مميزا لهذا الحد، حيث أن الجماهير الحديثة تميل إلى أن تعاني مشكلة من وفرة الفقرات الأوركسترالية والكوراس المتباهي والاستعراض للصولو لكن الأمر يستحق التأمل، لأن بليني أعمق من ذلك. فمؤلفو الأوبرا الإيطالية السابقون لبليني نظروا لأنفسهم في الأساس على أنهم مبتكرين للألحان، وتلك الألحان لا تتصل بالكلمات التي كان المطربين يغنونها. والكلمات والأوركسترا يعملان بشكل مستقل عن بعضهم البعض. وشرع بليني في كتابة موسيقى مكثفة لكن لحنية في نفس الوقت تتعلق عن قرب بمواقف وعواطف شخصياته، بالتالي يضع أسس روائع درامية لدونيزيتي وفيردي وبوتشيني. وفي حين اعتمد روسيني ومن سبقه على الصيغة مما مكنهم من إنهاء اوبرا كل سبعة أيام، أخذ بليني الوقت والجهد في العمل، مناضلا نحو شكل جيد التناسق راق للعواطف وكذلك الأذن. كان مثلما كتب فاجنر بعض وفاته «كله عاطفة».

## حياته
ولد بليني قبل إكمال بيتهوفن لسمفونيته الثالثة «البطولية» بثلاثة أعوام، لم يعيش بليني سوى 34 سنة، فترك أوبراه ال11 دون إكمالها. أول نجاح له كان «القرصان» التي فوضه بكتابتها «أوبرا لا سكالا» عام 1827 وكتب «المتزمتون» و«السائر أثناء النوم» للصوت الغنائي المعبر جيوفاني روبيني وهو رجل اشتهر في كل أنحاء أوروبا بلقب «ملك التينور». موسيقى بليني هي قمة أسلوب البل كانتو، حيث تتطلب أصوات ذات مرونة ومجال واسعين - وقدر ما تتعلق الأدوار الرئيسية، درجة التحمل الهائلة. حتى رغم أن أجزاء التينور تنحدر للأسفل، حيث يفضل كتباتها لصوت الفالسيتو (أي عالي الطبقة) بدلا من الصوت الكامل للوقت الحالي، الادوار الأساسية للرجال في أوبرات بليني ضمن الأكثر تطلبا في المهارة في برامج الحفلات.
في عام 1831 كتب رائعته "نورما"، التي كانت منذ ذلك الحين أداة لبعض أعظم مطربات السوبرانو في العالم – مثل ماريا كالاس ومونتسيرات كابليه وجوان سازرلاند كلهن برعن في الدور نورما. هذه النوتة العاطفية الرائعة حيث تحمل الكلمات معنى قدر الموسيقى، وإيقاع الأحداث تمليه الضرورة الدرامية، مثل بوضوح نقطة تحول في تطور الأوبرا الإيطالية. النشوة الحارة والكئابة الرثائية لموسيقى بليني، إلى جانب وسامته الهشة، أدت إلى الشغف به حيث يمثل الرومانسية، رغم أن ليس الجميع يقعون تحت تأثير سحره. الشاعر الألماني هاينريش هاينه كتب عنه بلذاعة: “كان أنيق جدا دئام يبدو كأنه أخرج توه من علبة هدايا ملامحه بها شك غامض وضعف للشخصية، وشيء يشبه الحليب، وهذا الوجه الذي يشبه الحليب يتحرك أحيانا تعبير مبهج مؤلف يوحي بالأسى. الرجل كله يبدو مثل سيدة ترتدي صندل وجوارب حريرية".
وفاة بليني المبكرة تسببت في تركيب الخرافة الرومانسية بشأنه. بعد إرهاقه من الجهد الذي بذله في تأليف «المتزمتون»، مرض ومات وحده، في منزل موحش في إحدى ضواحي باريس، حيث عرضت آخر أوبرا له أول مرة. كان روسيني ضمن حاملي نعشه في القداس الجنائزي؛ لاحقا دفن بليني في كاتدرائية كتانيا بلده الأم.

## وصلات خارجية
- فينشينسو بيليني على موقع IMDb (الإنجليزية)
- فينشينسو بيليني على موقع الموسوعة البريطانية (الإنجليزية)
- فينشينسو بيليني على موقع ميوزك برينز (الإنجليزية)
- فينشينسو بيليني على موقع قاعدة بيانات برودواي على الإنترنت (الإنجليزية)
- فينشينسو بيليني على موقع إن إن دي بي (الإنجليزية)
- فينشينسو بيليني على موقع أول ميوزيك (الإنجليزية)
- فينشينسو بيليني على موقع ديسكوغز (الإنجليزية)
- فينشينسو بيليني على موقع قاعدة بيانات الفيلم (الإنجليزية)

1. ↑  A. Henry (1852), Le Père Lachaise historique, monumental et biographique (بالفرنسية), Paris: A. Henry, p. 42, QID:Q15717671
2. ↑  Internet Movie Database (بالإنجليزية), QID:Q37312
3. ↑  The Rough Guide to Classical Music